# Bernold

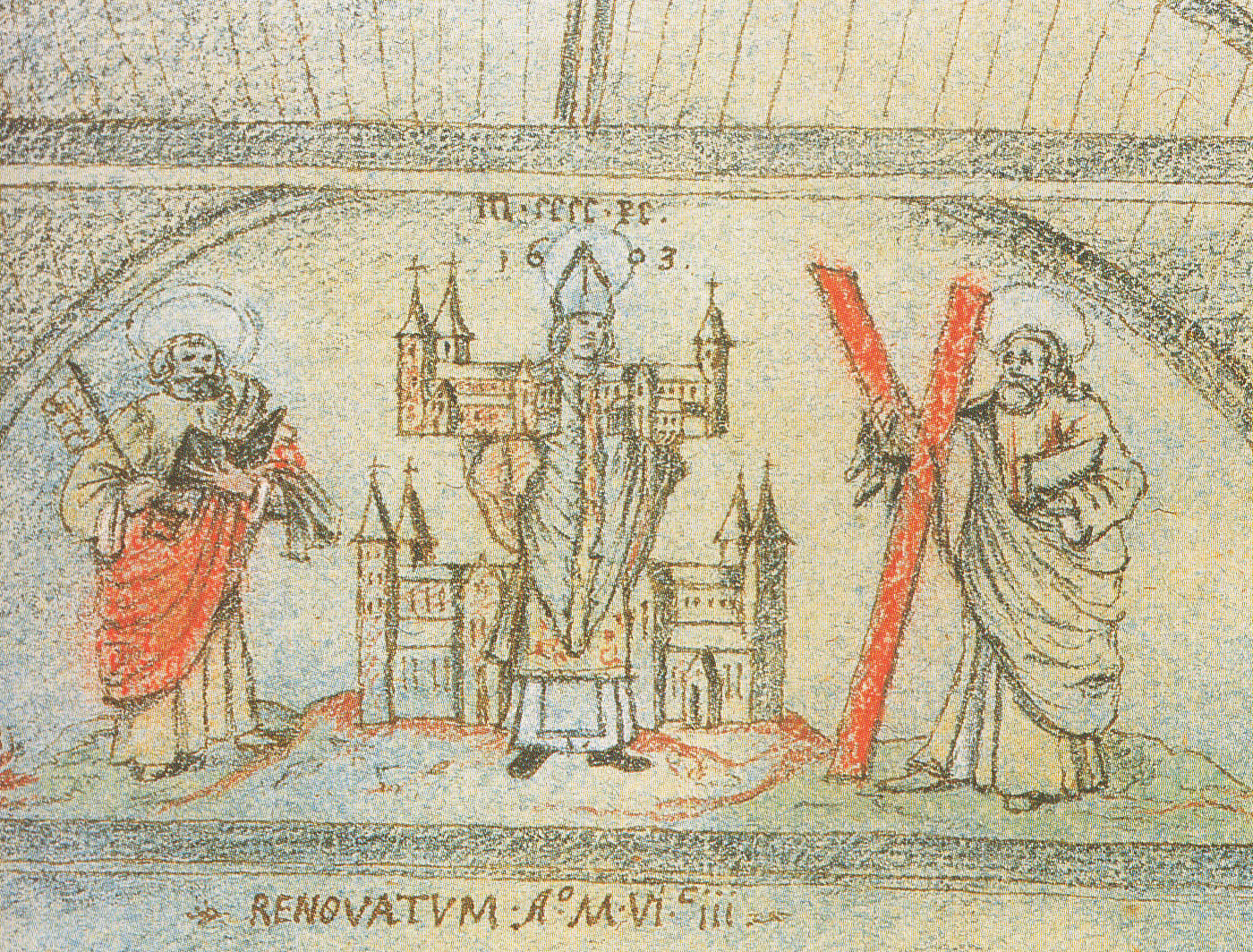
Bernold op een oude verloren gegane muurschildering in de Pieterskerk te Utrecht, omringd door vier door hem gestichte kerken (tekening: Pieter Saenredam in 1636)

Bernold, ook genaamd Bernoldus, Bernulf, Benno of Bernulphus (gestorven in Utrecht, 19 juli 1054) was bisschop van Utrecht van 1027 tot 1054. Hij wordt als heilige vereerd en is de patroonheilige van Oosterbeek.
Over de herkomst van Bernold is weinig met zekerheid bekend, maar er zijn wel nog legendes van bewaard. Een ervan is dat hij in Oosterbeek zou zijn geboren en getogen. Als rijksbisschop stond hij in dienst van de Duitse koningen en keizers, die op hun beurt het bisdom Utrecht met vele privileges en goederen begunstigden. Onder Bernold kende het wereldlijk gezag van de Utrechtse bisschop zijn grootste omvang.
Gedurende zijn episcopaat stierf keizer Koenraad II tijdens een verblijf in Utrecht in 1039, waarop diens ingewanden in de Domkerk werden bijgezet. De zoon en opvolger van Koenraad, Hendrik III, overlaadde het Utrechtse bisdom daarna met gunsten. Zo werd het Oversticht aan de bisschop toegewezen door een reeks van schenkingen van graafschappen (Hamaland, Salland, Drenthe) en de latere stad Groningen. Wellicht is Hendrik degene geweest die opdracht gaf tot het bouwen van een kerkenkruis in Utrecht rondom het hart van zijn vader. Bisschop Bernold geldt in elk geval als de stichter van de Sint-Pieterskerk, de Sint-Janskerk en het Sint-Paulusklooster (de Mariakerk zou zo'n veertig jaar later volgen onder bisschop Koenraad). Daarnaast wordt hij gezien als de bouwer van een nieuwe Lebuïnuskerk in Deventer en wellicht ook van een nieuwe Sint-Maartenskerk in Emmerik. Na 1046, het jaar waarin hij een graafschap in Hamaland en de stad Deventer geschonken kreeg van koning Hendrik III, begon Bernold aan de bouw van een bisschoppelijke residentie in Deventer.  
Bernold werd na zijn dood in het koor van de Pieterskerk bijgezet. In 1656 werd zijn graf in het koor van de kerk teruggevonden. De miskelk en pateen zijn afkomstig uit het graf (zie afbeelding hieronder).
De heilige Bernold wordt voorgesteld met een romaanse kerk met twee torens in de hand. Zijn naamdag is 19 juli.

## Vernoemingen
De 19e-eeuwse katholieke vereniging St. Bernulphusgilde, die tot doel had kerkelijke kunst en architectuur te bevorderen, is naar hem vernoemd. In Oosterbeek zijn dat een kerk (Sint-Bernulphuskerk, liggend aan de Utrechtse weg, nog steeds in gebruik), een scoutinggroep en een school (de St. Bernulphusschool, liggend aan de Generaal Urquhartlaan, nog steeds in gebruik).

Reliekhouder van Bernold (1665), in Museum Catharijneconvent, Utrecht
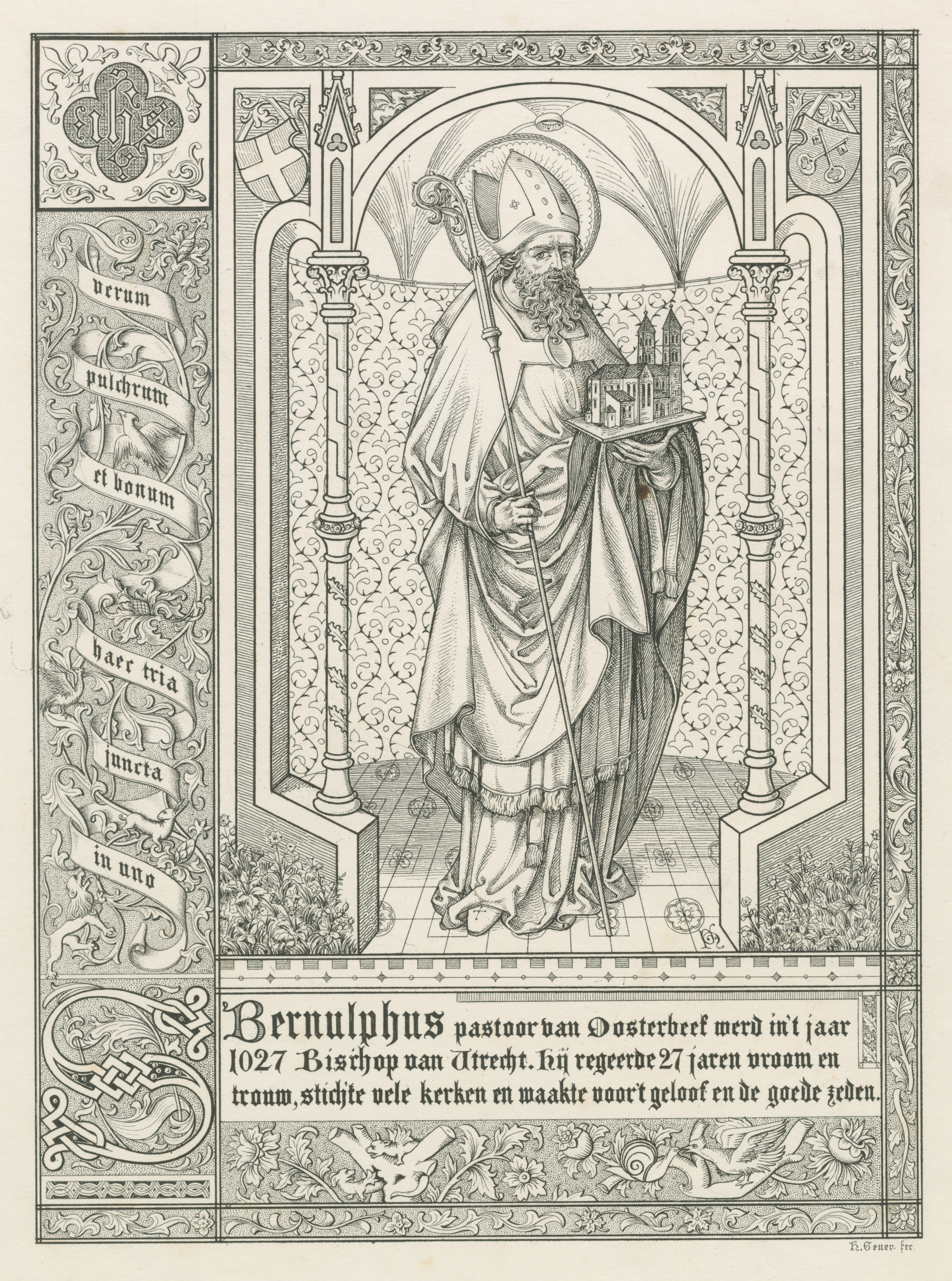
Sint-Bernulfus op een 19e-eeuwse prent, in bisschoppelijk gewaad met het model van de St.-Pieterskerk op zijn hand.
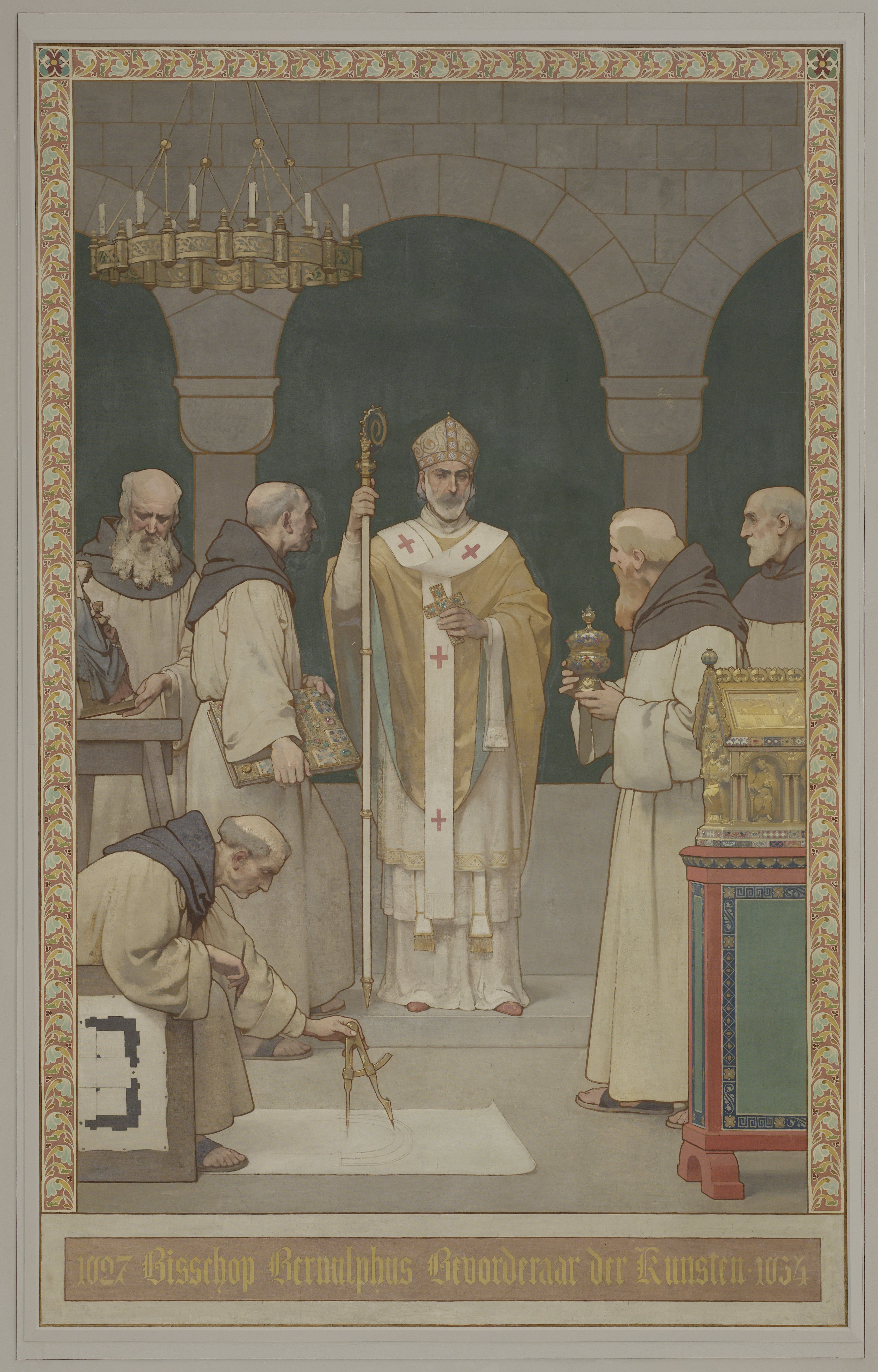
Muurschildering door Georg Sturm in het Rijksmuseum Amsterdam
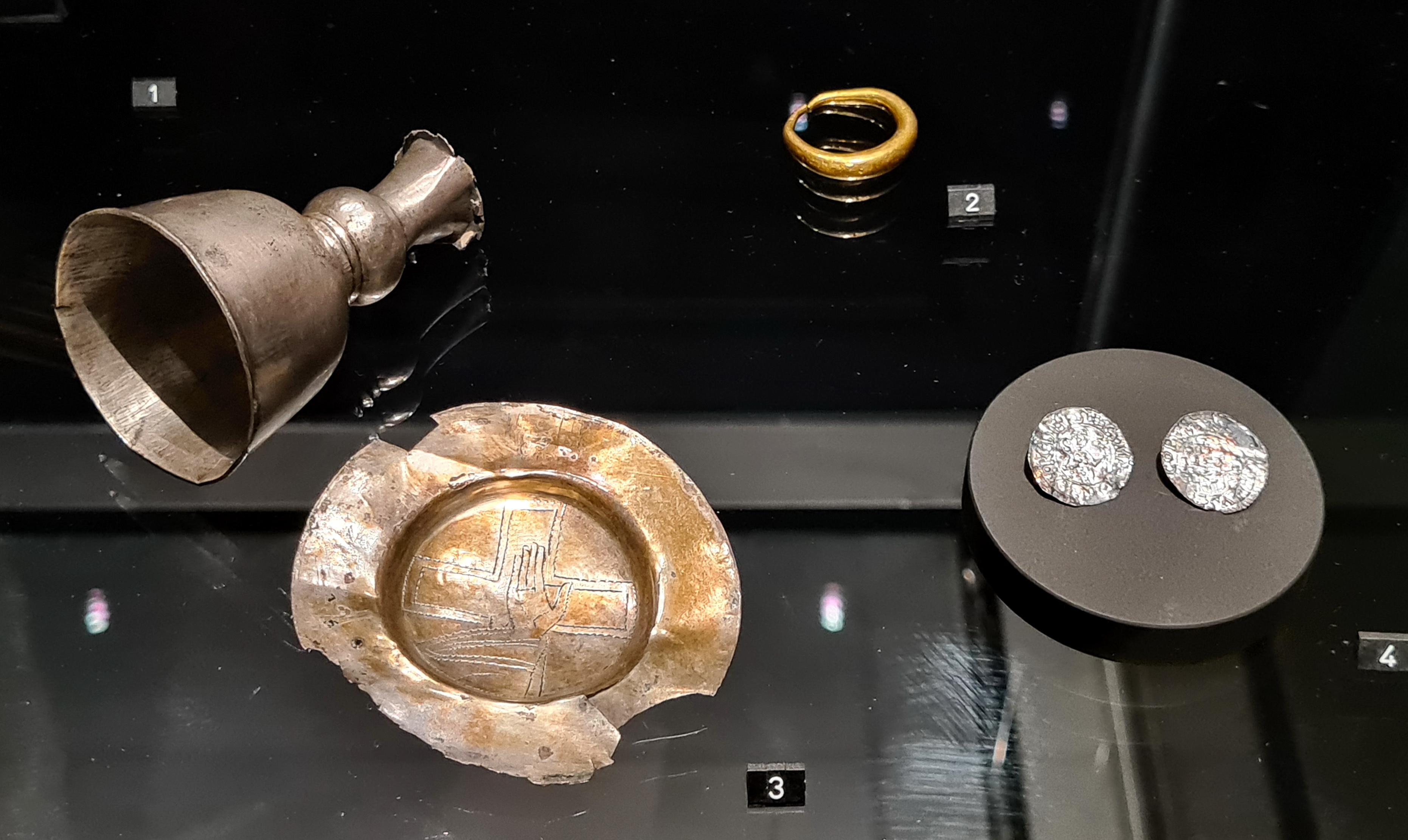
Bisschopsring, kelk, pateen en twee dinarii van bisschop Bernold
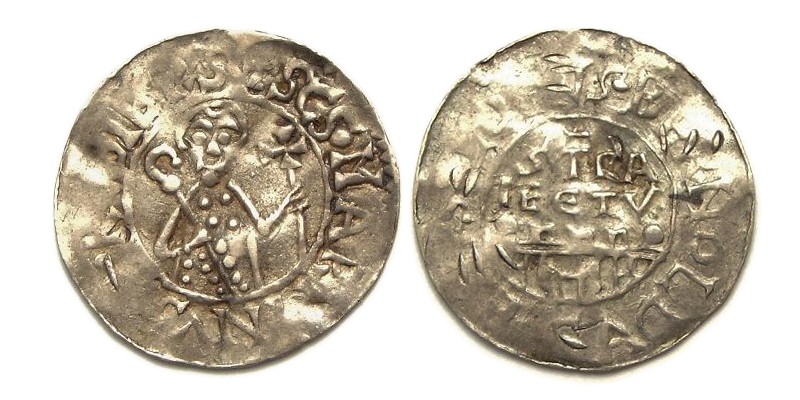
Denariën, geslagen ten tijde van Bernold
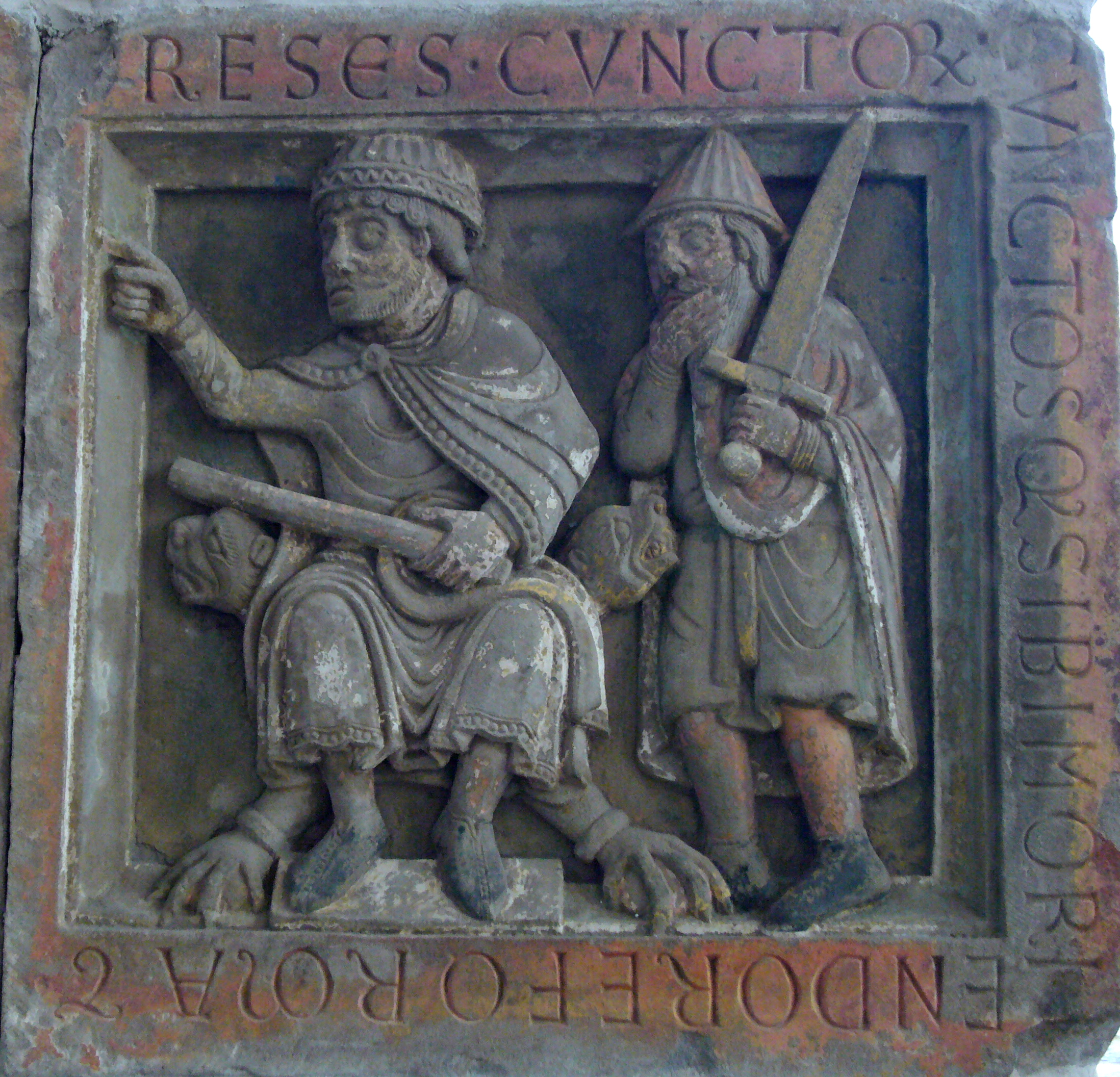
Reliëf in de Sint Pieterskerk in Utrecht, gesticht door Bernold in 1039